# Зімбор
Зімбор (рум. Zimbor) — село у повіті Селаж в Румунії. Адміністративний центр комуни Зімбор.
Село розташоване на відстані 360 км на північний захід від Бухареста, 25 км на південний схід від Залеу, 35 км на північний захід від Клуж-Напоки.

## Населення
За даними перепису населення 2002 року у селі проживали 537 осіб.
Національний склад населення села:
| Національність | Кількість осіб | Відсоток |
| -------------- | -------------- | -------- |
| румуни         | 498            | 92,7%    |
| угорці         | 21             | 3,9%     |
| цигани         | 17             | 3,2%     |

Рідною мовою назвали:
| Мова      | Кількість осіб | Відсоток |
| --------- | -------------- | -------- |
| румунська | 502            | 93,5%    |
| угорська  | 20             | 3,7%     |
| циганська | 15             | 2,8%     |